# Sofianismo

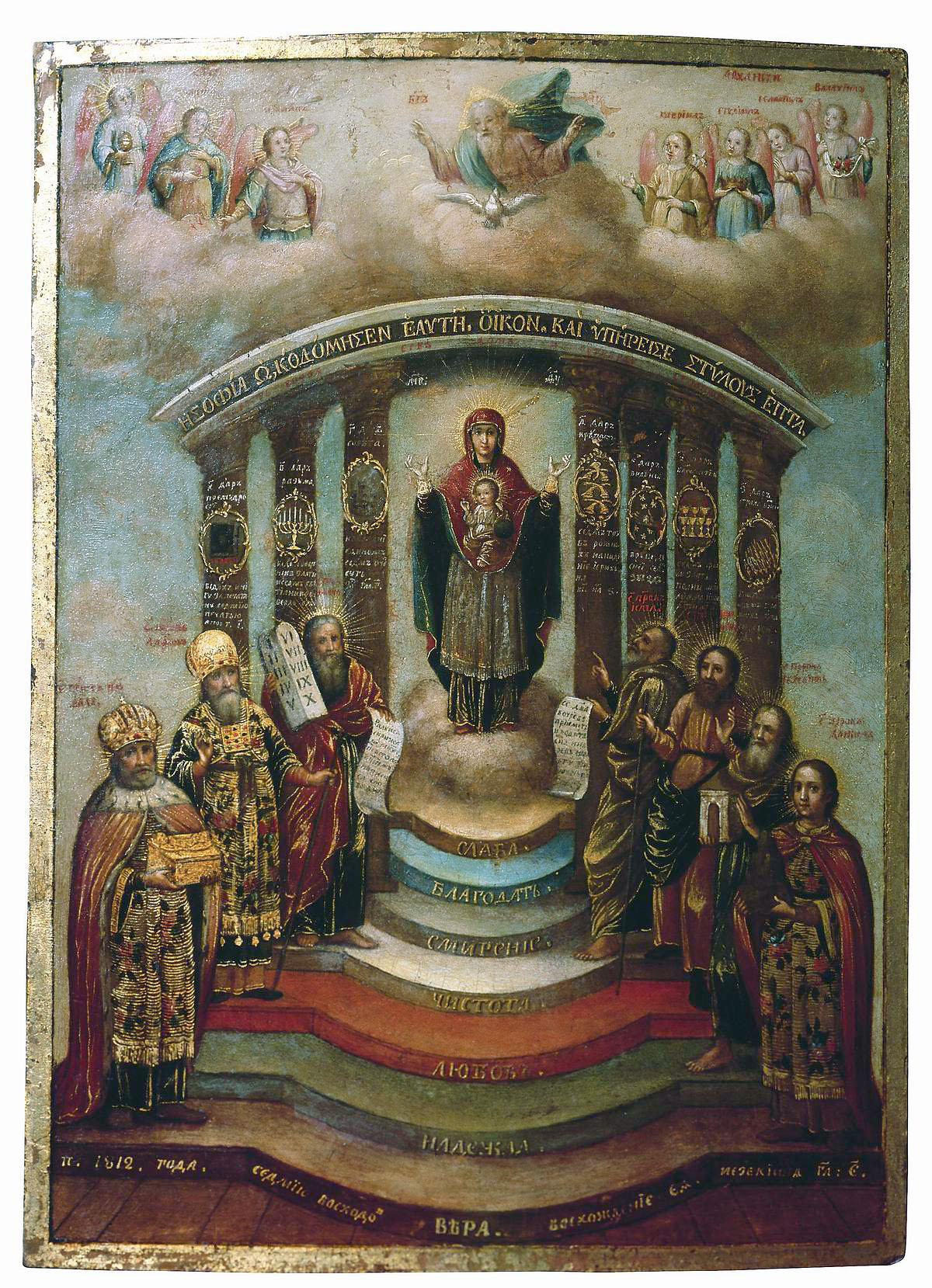
Icona russa che raffigura Sofia: la Santa saggezza (1812)

Il sofianismo o sofiologia è una corrente teologica mistica sviluppatasi in Russia nel Novecento, che, ispirandosi al Cristianesimo orientale e riprendendo elementi gnostici e neoplatonici, concepisce la Chiesa e la storia come manifestazione della "Sofia", un'entità intesa come «eterna armonia», «unità prodotta dal divino organismo di Cristo», «umanità ideale perfetta, contenuta ab aeterno nell'essenza totale di Dio o di Cristo»

## Storia e contenuti
Capostipite del sofianismo è considerato Sergej Nikolaevič Bulgakov che chiamò il suo pensiero filosofico-teologico "sofiologia", incentrandolo sul concetto di Sofia che sola può rappresentare la religiosità orientale del tutto diversa da quella occidentale fondata su i principi di grazia, libertà, giustificazione ecc. La Sofia, le cui radici filosofiche sono in Origene e Clemente Alessandrino, è presente da molti secoli nella liturgia e nel culto orientale che proprio in suo onore fece erigere a Costantinopoli la basilica chiamata "Haghia Sophia" risalente al IV secolo.

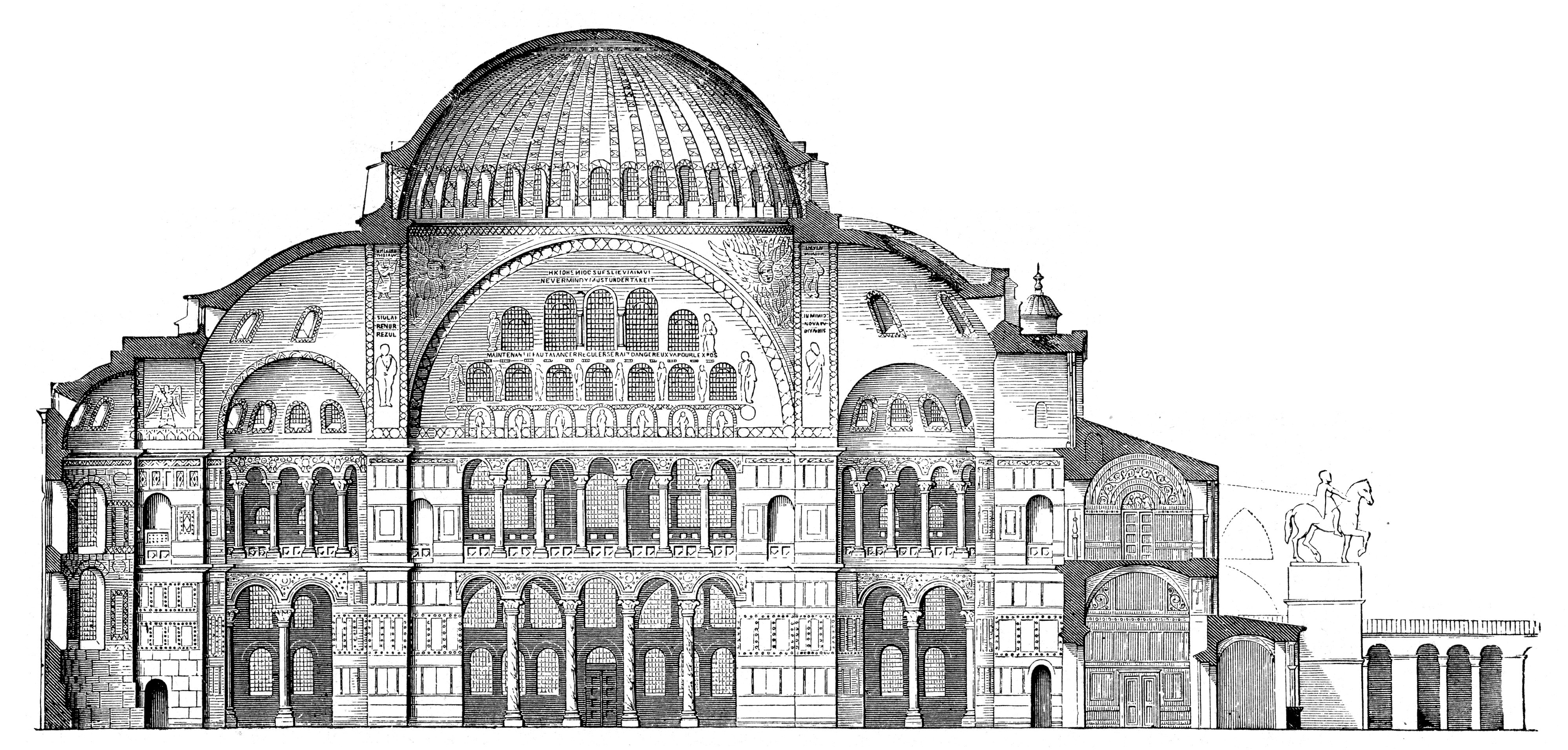
Sezione del disegno architettonico originale di Santa Sofia

Secondo il sofianismo la Sofia è presente dappertutto: in Dio in modo infinito e nell'uomo in modo finito: essa è la forza unificatrice del Tutto: «[la Sofia] non è né cielo né terra: essa è la grande volta del cielo che s'inarca sopra la terra. Qui non c'è né Dio né uomo, in essa vive la divinità stessa, essa è il riparo divino sopra il mondo.»
Gli interpreti più importanti di questo pensiero teologico che si rifà anche al misticismo teosofico di Jacob Böhme e ai valori simbolici della liturgia bizantina, furono Vladimir Sergeevič Solov'ëv, Pavel Aleksandrovič Florenskij e i poeti simbolisti Aleksandr Aleksandrovič Blok e Vjačeslav Ivanovič Ivanov.

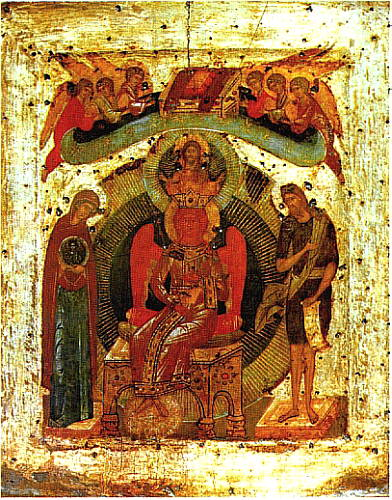
Antica icona di Sofia a Novgorod (XV secolo)

Secondo Solov'ëv la Sofia si incarna in Cristo e nella Chiesa, è l'«eterna amica», l'«essere reale e femminile: la vera e pura intera umanità». Per Bulgakov la "Sapienza" è l'«eterna femminilità» che si sta progressivamente attuando nella storia. Secondo Florenskij la Sofia è la quarta "ipostasi" che ispira di sé e unifica in sé la Trinità.
In tutti i sofiologi si riscontra in tal modo il tentativo di introdurre, sia pure spiritualmente, l'elemento femminile nel divino, di cui essa personifica la saggezza.
Il sofianismo fu per questo condannato dal teologo ortodosso Vladimir Lossky che vedeva nella Sofia un'eretica commistione fra lo Spirito Santo e la Vergine Maria.